# 新圣克拉拉
新圣克拉拉是葡萄牙贝雅区的一个堂区。总面积108.2平方公里，总人口656人，人口密度6.1人/平方公里。